# 北哈茨
北哈茨（德語：Nordharz，發音：[ˈnɔʁtˌhaʁts]）是德国萨克森-安哈尔特州哈茨县的市镇，面积110.66平方千米，2023年12月31日人口为7,713人。该市镇于2010年1月1日由北哈茨管理共同体的成员市镇阿本罗德、霍伊代伯、朗格尔恩、施马茨费尔德、施塔珀尔堡、费肯施泰特、瓦瑟莱本外加哈茨前麓-许管理共同体的成员市镇丹施泰特合并而成。